# Kenneth Craik
Kenneth Craik (Edimburgo, 29 marzo 1914 – Cambridge, 7 maggio 1945) è stato uno psicologo scozzese.
Precursore delle teorie cibernetiche e computazionali della mente. Ipotizzò che la mente umana fosse assimilabile a servomeccanismi autonomi e basati su autoregolazione e feedback. Nella seconda guerra mondiale studiò il comportamento dei soldati dell'esercito del Regno Unito, in particolar modo studiò il comportamento dell'artiglieria e della contraerea. Fu allievo di Frederic Bartlett a Cambridge.